# فيسنتي غويلوت
فيسنتي غويلوت (بالإسبانية: Vicente Guillot) ، من مواليد 15 يوليو 1941 ، لاعب كرة قدم إسباني سابق.
لعب مع منتخب إسبانيا لكرة القدم.

## مسيرته الكروية
لعب فيسنتي غويلوت خلال مسيرته الاحترافية مع 3 أندية في اثنا عشر موسمًا وسجل خلالها 76 هدفًا ضمن 218 مباراة. حيث فاز في موسم واحد بالكأس ولم يفز بأي دوري.
خاض فيسنتي غويلوت مسيرته مع نادي فالنسيا ميستايا في موسم 1959–60 في المرة الأولى ولمدة موسمين ثم في موسم 1968–69 لمدة موسم واحد، مشاركًا طوالها في 51 مباراة سجل خلالها 24 هدفًا. ثم انتقل إلى نادي فالنسيا في موسم 1961–62 في المرة الأولى ليلعب معه سبعة مواسم ثم في موسم 1969–70 لمدة موسم واحد، حيث شارك طوالها في 153 مباراة سجل خلالها 50 هدف. لينتقل بعدها إلى نادي إلتشي في موسم 1970–71 لمدة موسم واحد، مشاركًا في 14 مباراة سجل خلالها هدفين.

## وصلات خارجية
- BDFutbol profile
- National team data (بالإسبانية)
- فيسنتي غويلوت على موقع الاتحاد الأوربي (الإنجليزية)
- فيسنتي غويلوت على موقع قاعدة بيانات كرة القدم.إي يو (الإنجليزية)
- فيسنتي غويلوت على موقع ناشيونال فوتبول تيمز (الإنجليزية)
- Valencia CF profile نسخة محفوظة 29 سبتمبر 2011 على موقع واي باك مشين. (بالإسبانية)